# Клещево (Ґданський повіт)
Клещево (пол. Kleszczewo, нім. Groß Kleschkau) — село в Польщі, у гміні Тромбки-Великі Ґданського повіту Поморського воєводства.
Населення — 533 особи (2011).
У 1975-1998 роках село належало до Гданського воєводства.

## Демографія
Демографічна структура станом на 31 березня 2011 року:
|          | Загалом | Допрацездатний вік | Працездатний вік | Постпрацездатний вік |
| -------- | ------- | ------------------ | ---------------- | -------------------- |
| Чоловіки | 273     | 66                 | 186              | 21                   |
| Жінки    | 260     | 61                 | 164              | 35                   |
| Разом    | 533     | 127                | 350              | 56                   |